# Savivesi
Savivesi är en sjö i kommunen Leppävirta i landskapet Norra Savolax i Finland. Sjön ligger 81,3 meter över havet. Den är 19 meter djup. Arean är 12,89 kvadratkilometer och strandlinjen är 99,49 kilometer lång. Sjön  ingår i Vuoksens huvudavrinningsområde.   Den ligger omkring 38 kilometer söder om Kuopio och omkring 300 kilometer nordöst om Helsingfors. 
I sjön finns öarna Ruutisaari, Tiikkainen, Rahasaari, Tiilisaari, Eteissaari, Kirkkosaari, Iso-Lavonen, Pieni-Lavonen, Hytinsaari, Kattilasaari, Voipaansaari, Viiksinsaaret, Kohosaari, Salonsaari, Kytösaari, Talvisalo, Kuikkasaari, Majoonsaari, Aarresaari, Luotonen, Tasansaari och Juottorannansaari. 
Sydväst om Savivesi ligger Leppävirta med Leppävirta kyrka. Nordväst om Savivesi ligger Konnus Kanava. 